# 洛阳轨道交通2号线

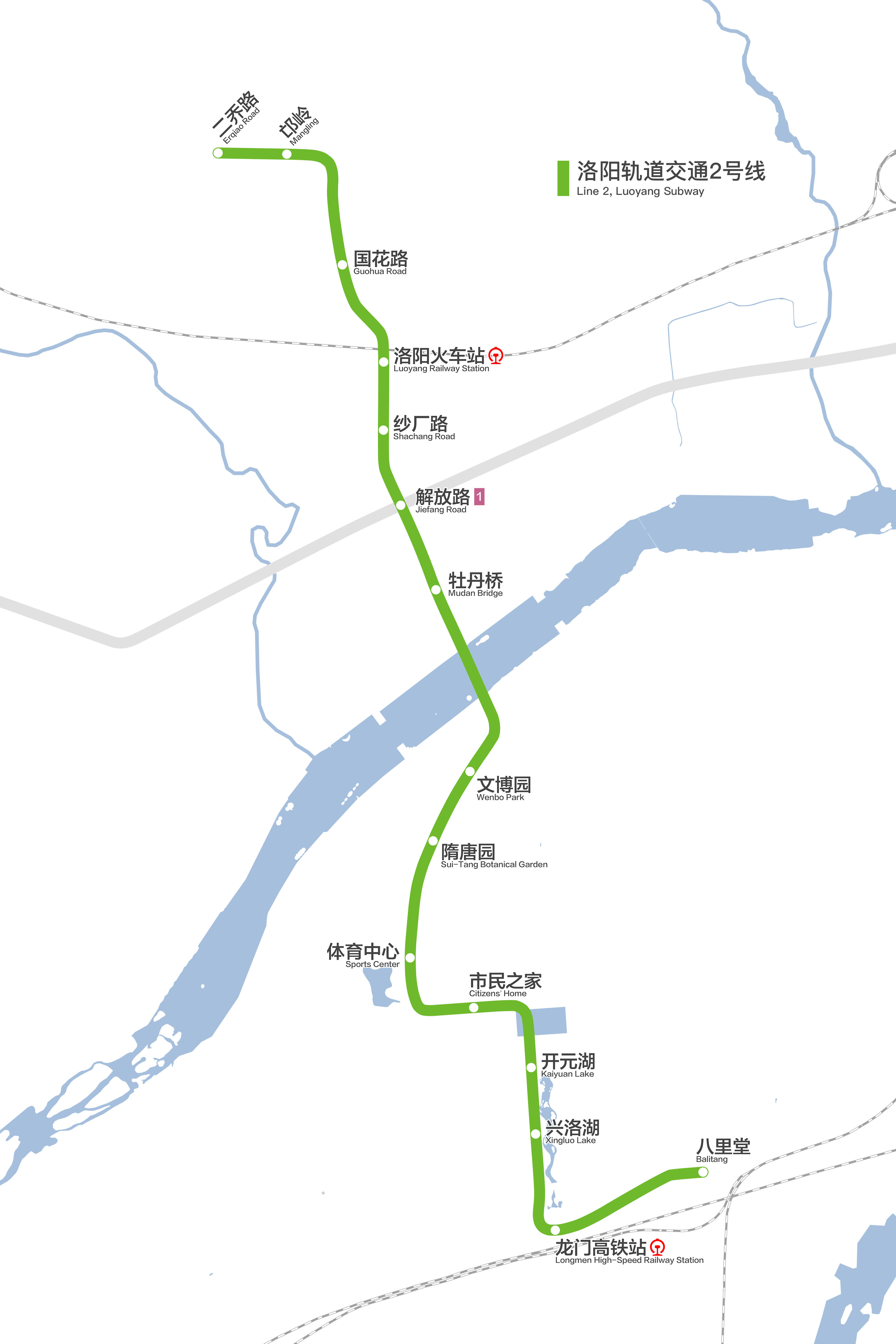
2号线线路图（按真实走向绘制）

洛阳轨道交通2号线，又称洛阳地铁2号线，是联系中国河南洛阳市洛北核心区和洛南新区的南北向骨干轨道交通线路，一期全长18.216公里，设车站15个，全部为地下站。西北端设王城停车场，东南端设刘富村停车场。北起道北二乔路站，主要走向沿王城大道，跨洛河至洛龙区八里堂站，沿途贯通洛阳火车站和洛阳龙门高铁站，在解放路站和1号线换乘。于2017年12月全面开工，2021年12月26日开通运营。远期预留从二乔路站延长至北郊机场和八里堂站东延至伊滨区的条件。

## 车站
| 洛阳地铁2号线车站列表 |            |                 |                |          |
| 站名                  | 所在行政区 | 换乘            | 启用日期       | 站台设计 |
| 二乔路                | 老城区     |                 | 2021年12月26日 | 岛式站台 |
| 邙岭                  | 老城区     |                 | 2021年12月26日 | 岛式站台 |
| 国花路                | 老城区     |                 | 2021年12月26日 | 岛式站台 |
| 洛阳火车站            | 西工区     |                 | 2021年12月26日 | 岛式站台 |
| 纱厂路                | 西工区     |                 | 2021年12月26日 | 岛式站台 |
| 解放路                | 西工区     | █ 1号线         | 2021年12月26日 | 岛式站台 |
| 牡丹桥                | 西工区     |                 | 2021年12月26日 | 岛式站台 |
| 文博园                | 洛龙区     |                 | 2021年12月26日 | 岛式站台 |
| 隋唐园                | 洛龙区     |                 | 2021年12月26日 | 岛式站台 |
| 体育中心              | 洛龙区     |                 | 2021年12月26日 | 岛式站台 |
| 市民之家              | 洛龙区     | █ 3号线（规划） | 2021年12月26日 | 岛式站台 |
| 开元湖                | 洛龙区     |                 | 2021年12月26日 | 岛式站台 |
| 兴洛湖                | 洛龙区     |                 | 2021年12月26日 | 岛式站台 |
| 龙门高铁站            | 洛龙区     |                 | 2021年12月26日 | 岛式站台 |
| 八里堂                | 洛龙区     | █ 4号线（规划） | 2021年12月26日 | 岛式站台 |